# Cohete de combustible sólido

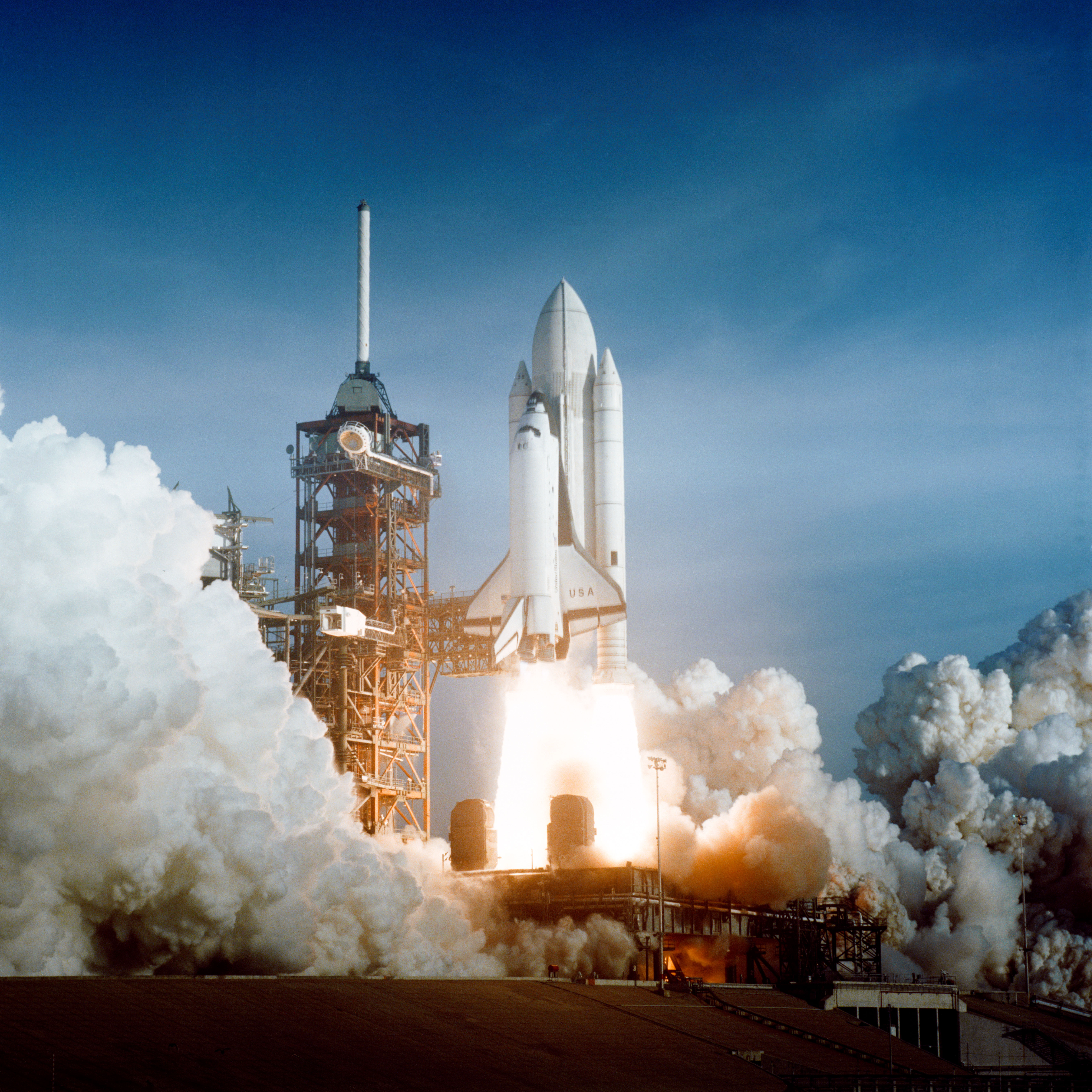
Lanzamiento de la misión STS-1 con la ayuda de dos cohetes de combustible sólido conocidos como SRB.

Un cohete de combustible sólido es un cohete con un motor que usa un propulsor sólido (reductor/oxidante). Los primeros cohetes usaban este propulsor, que funciona con pólvora, usado por los chinos en las guerras del siglo XIII. Todos los cohetes usaron alguna forma de propergol sólido o encendido sólido hasta el siglo XX, cuando los cohetes líquidos y cohete híbrido empezaron a ofrecer alternativas controlables y más eficiencia. Los cohetes sólidos aún se usan hoy en el modelismo de cohetes, y en grandes aplicaciones por su simplicidad y fiabilidad.
Los cohetes de combustible sólido no son inusuales en la exploración espacial moderna, pero como pueden permanecer almacenados durante largos períodos -- y luego lanzarlos sin problemas con poca antelación -- frecuentemente han sido usados en aplicaciones militares como pueden ser los misiles. Los cohetes de combustible sólido no suelen usarse como propulsor principal en la exploración espacial moderna, pero si son muy comunes como cohetes aceleradores.

## Conceptos básicos

Motor de un Cohete sólido.

Un motor de un cohete de combustible sólido simple consta de una cubierta, una tobera, la veta (carga propulsora), y un material para la ignición. 
La veta se comporta como una masa sólida, se quema de una manera predecible y produce gases de combustión. Las dimensiones de la tobera están calculadas para mantener una presión de cámara preestablecida, produciendo el empuje con los gases de combustión.
Una vez encendido, el motor de un cohete de combustible sólido simple no puede apagarse, porque contiene todos los elementos necesarios para la combustión dentro de la cámara en la que se queman.[cita requerida]  Los motores más avanzados de cohetes sólidos no solo pueden ser regulados sino que también pueden ser apagados y luego reiniciados [cita requerida] controlando la geometría de la tobera o mediante el uso de compuertas de ventilación. Además están disponibles motores de cohetes pulsados que queman en segmentos y que pueden ser encendidos con instrucciones.
Los diseños modernos pueden además incluir una tobera dirigible para guiado, aviónica, hardware de recuperación (paracaídas), mecanismos de autodestrucción, APUs, motores de táctica controlable, un difusor controlable y motores de control de altura y materiales de gestión térmica.

## Investigación avanzada
- Formulaciones de combustible sensibles al medio ambiente
- Ramjets con combustible sólido
- Diseños de empuje variable basado en la geometría de tobera variable.
- Cohetes híbridos que usan combustible sólido y líquidos expulsables o gases oxidantes